# Ramsey (Kalifornia)
Ramsey – obszar niemunicypalny w Mendocino County, w Kalifornii (Stany Zjednoczone), na wysokości 209 m.